# Batalla de Mallorca (813)
La batalla de Mallorca fou una batalla sostinguda, i guanyada, per l'estol d'Ermenguer d'Empúries l'any 813, en aigües de Mallorca, contra la flota sarraïna, que venia d'assolar Còrsega. El comte va esperar subreptíciament a Mallorca l'armada musulmana i la victòria es va saldar amb la captura de vuit naus i l'alliberament de cinc-cents captius corsos.
La batalla posa de manifest l'interès de l'Imperi Carolingi per competir amb el domini naval islàmic; per a la història de Catalunya té la importància de ser la primera referència a una acció armada naval medieval dels comtats catalans; pel que fa a Mallorca, no aporta informació significativa sobre les relacions amb l'Imperi Carolingi, però el fet que Ermenguer hi pogués esperar d'amagat els adversaris, permet suposar, si més no, unes relacions amistoses dels mallorquins amb els francs, continuació de l'auxili que els havia donat Carlemany l'any 799.

## Les fonts
La referència a la batallà es troba en diversos cronicons francs, però tots ells reprodueixen, amb petites variacions, l'obra del cortesà de Carlemany, Einhard, Annales regni Francorum (ca. 830), que relata els fets de la següent manera:
| «                                  | Mauris de Corsica ad Hispaniam cum multa praeda redeuntibus, Irmengarius Comes Emporitanus in Maiorica insidias posuit, et octo naves eorum cepit, in quibus quingentos et eo amplius Corsos captivos inuenit. Hoc Mauri vindicare volentes Centumcellas Tusciae civitatem et Niceam provinciae Narbonensis vastaverunt. Sardiniam quoque adgressi commissoque cum Sardis proelio pulsi ac victi et multis suorum amissis recesserunt. | » |
| — Einhard, Annales Regni Francorum | |   |

## Les derivacions historiogràfiques
La historiografia ha desenvolupat l'esdeveniment afegint elements que no es poden deduir de les fonts; així, qualifiquen de pirates els sarraïns o pressuposen que dels fets se'n va derivar la conquesta carolíngia de les Illes Balears. Aquestes ampliacions ja es troben, juntament amb elements llegendaris, a la Segunda parte de la crónica general de España (1551), de Pere Antoni Beuter i es poden seguir rastrejant en obres històriques del segle xx.